# كانو (لاعب كرة قدم مواليد 1984)
أنطونيو إدواردو بيريرا دوس سانتوس (بالبرتغالية: António Eduardo Pereira dos Santos‏) هو لاعب كرة قدم برازيلي، ولد في 13 مايو 1984 في سالفادور في البرازيل. لعب مع آود هيفرلي لوفين وستاندارد لييج وفيتوريا دي غيماريش ونادي أغويا نيغرا ونادي أيه بي سي ونادي إيتوانو ونادي بيرا مار ونادي فيتوريا.

## وصلات خارجية
- أنطونيو إدواردو بيريرا دوس سانتوس على موقع قاعدة بيانات كرة القدم.إي يو (الإنجليزية)
- أنطونيو إدواردو بيريرا دوس سانتوس على موقع Soccerway.com (الإنجليزية)
- أنطونيو إدواردو بيريرا دوس سانتوس على موقع عالم كرة القدم.نت (الإنجليزية)
- أنطونيو إدواردو بيريرا دوس سانتوس على موقع AS.com (الإسبانية)